# Ferretería Unceta
Ferretería Unceta S.A. es una empresa distribuidora de suministros industriales con sede en la provincia de Guipúzcoa en Elgóibar, en el País Vasco, España. Fue fundada en Éibar en el año 1874 por Juan Pedro Uncetabarrenechea y Cendoya; sin embargo, en 1990, se trasladó a Elgóibar. En la actualidad es una de las empresas de distribución industrial más importantes de España, habiendo sido durante un tiempo la más importante de Europa.
Ferretería Unceta S.A. es el corazón del Grupo Unceta, el cual conforma junto con las empresas "Unceta Ferramentas de Qualidade" en Portugal, "Unceta Cuba" en Cuba, "Metrología Sariki" y "Sarikal Laboratorio".
Suministra toda clase de artículos para la industria, desde material de oficina a herramientas de mano, pasando por metrología dimensional y dinamometría, abrasión y electro-portátiles, herramientas de corte y accesorios de máquina. Se denomina también Unceta Herramientas de Calidad y ostenta el Certificado ISO 9001:2008.
Es propietaria de tres marcas de herramientas. "STD" es su marca de herramientas de corte y abrasión. "IROKO" es su marca especializada en herramientas de mano, banco y armarios de trabajo. Y "MAFASA", su marca de herramientas especialista en el sector de la matricería. Desde 1965 es distribuidor oficial en España de MMC Mitutoyo, fabricante japonés de instrumentos de medición dimensional y máquinas de medición tridimensional.

## Historia
El año 1874 Juan Pedro Uncetabarrenechea y Cendoya (que posteriormente acortaría su apellido dejándolo en "Unceta"), nacido en el caserío eibarrés de Arekitxa-Haundi situado en el valle de Arrate, crea la firma Unceta, que se dedica al suministro de herramientas para la pujante industria armera eibarresa. El desarrollo de la actividad fue incrementándose, teniendo que ampliar las instalaciones al abarcar desde las herramientas (importaba limas de la firma estadounidense Nicholson, consideradas entonces las mejores del mundo) hasta materias primas. Juan Pedro Unceta, junto con Juan Esperanza, fundó en 1908 la fábrica de armas Unceta, Esperanza y Cia.
Cuando Juan Pedro Unceta fallece en 1934, su hijo Andrés Uncetabarrenechea Ibarzabal se queda frente al negocio. La guerra civil española obliga a la intervención del negocio y a su práctica desaparición.
En el año 1941, terminada ya la contienda, se constituye en Bilbao la "Sociedad Regular Colectiva Andrés Unceta y Cia." y comienza a suministrar a la industria eibarresa que va despuntando en la posguerra. En el año 1948 abre una delegación en  Madrid, dos años después en Zaragoza y en 1958 en Barcelona. Ya en la década de los años 60 amplía la delegaciones abriendo en Valencia en 1963, Sevilla en 1968 y Vitoria en 1969.
En el año 1959 se cambia la denominación de la empresa, pasándose a llamar "Ferretería Unceta S.A." y ubicando su sede central en la calle Ibarrecruz de Éibar. Después de Ándres Unceta se hacen cargo de la dirección su hijo Gregorio Unceta y su sobrino José Alberto Gárate. Estos emprendieron la consolidación del mercado español, ampliando las delegaciones y productos ofertados (llegaron a tener más de 100 000 referencias) y comenzaron la apertura al exterior, abriéndose al mercado latinoamericano y realizando, en 1965, el acuerdo de exclusividad en España con Mitutoyo, empresa japonesa líder en la medición de precisión.
En el año 1981 asumen la dirección de la empresa Pedro Unceta y Ricardo Gárate, hijos de los anteriores directores, que emprenden una modernización de la misma abandonando algunos suministros tradicionales como la tornillería y adquiriendo otros de mayor valor. Crean la empresa Metrología Sariki en 1985 y trasladan la sede central al barrio de Alzola de la vecina localidad de Elgóibar en 1990. Se llega a acuerdos con firmas extranjeras como Heyco en 1983 y la alemana Hoffman en 1991 con quien colaboran en el mercado español.
En 1991 se hace cargo de la dirección una persona no vinculada con los propietarios de la empresa. En 1999 se funda la empresa de mediciones "Metrología Sariki".
En el año 2008  Hoffman decide entrar directamente en el mercado español y rompe el acuerdo con Unceta, que intenta adquirir, obligando a esta a rehacer toda su estrategia empresarial, activar alguna de sus marcas registradas  y recuperar proveedores. Tras un proceso de crisis la empresa se va recuperando paulatinamente y logra que para 2016 su marca blanca ocupe el 25% del catálogo que oferta.
El año 2002 crea el laboratorio de calibrado Sarikal que cierra en 2012 para, junto con  el Laboratorio de Metrología de ISQ – Labmetro , crear una  joint venture que, con sede en las instalaciones de Elgoibar, da servicio al mercado español. Esta nueva empresa tiene delegaciones en Madrid, Galicia y Barcelona.
En 2014 se instaura la venta on-line cambiando la estructura interna de la empresa y desarrollando herramientas específicas para gestión de compras y administración.

## Empresas del Grupo Unceta

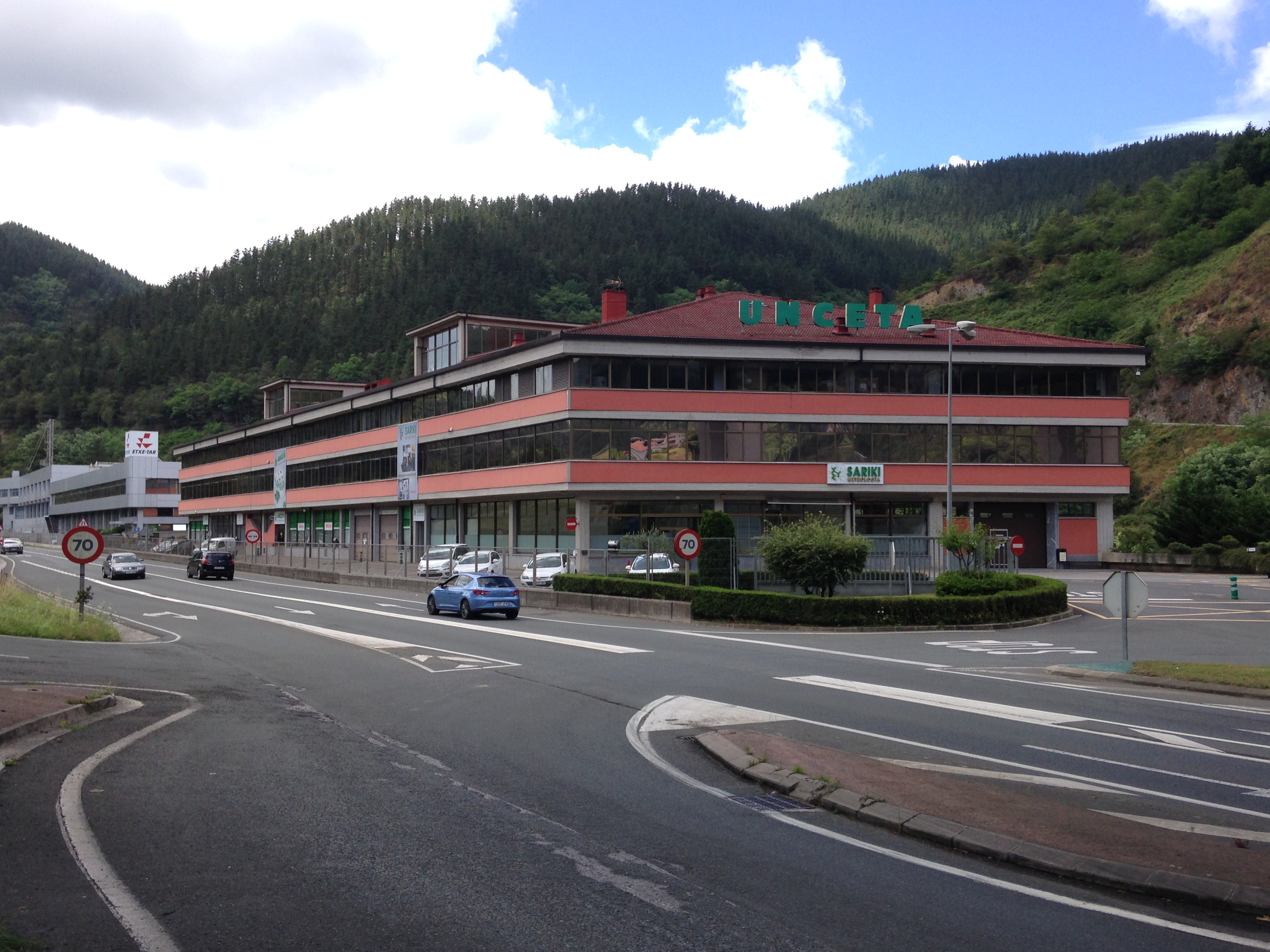
Vista general de la sede central de Ferretería Unceta en Elgoibar.

El Grupo Unceta nace con la ampliación de Ferretería Unceta a lo largo del tiempo. Esta ampliación se debe entender en el doble ámbito de territorio, extensión a Latinoamérica y Portugal, y en la actividad, ampliación de servicios. Las empresas que componen el Grupo son:
Unceta, Ferramentas de Qualidade
En el año 2003 se funda en la localidad portuguesa de Maia, en Oporto, la empresa "Unatsi Internacional Comércio de Ferramentas Unipessoal, LDA", cubriendo el territorio luso para el suministro de herramientas para la industria. Esta empresa dispone de siete oficinas móviles que dan cobertura a todo el territorio portugués.
Unceta Cuba
Tomando como base las relaciones comerciales que Ferretería Unceta realiza con Cuba desde el año 1979, en el año 1996 abre un almacén de 700 m² y oficina comercial en La Habana.
Metrología Sariki, S.A.
Fundada en 1985, es una empresa dedicada a la instalación, llave en mano, de proyectos de medición dimensional. Trabaja con firmas como Mitutoyo, Metris, Witte y API, y se encarga de realizar desde la consultoría inicial hasta la formación del personal especializado en dicha actividad.
La sede está en Elgóibar y cuenta con delegaciones en Barcelona, Madrid y Vigo. Esta última da servicio a Portugal.
Sarikal Laboratorio, S.A.
Es un laboratorio de calibración y medición dimensional que se fundó en 1999. Trata de medición en el propio laboratorio, calibración dimensional in-situ y externalización de servicios de medición dimensional. Dispone de la acreditación ENAC N.º 106/LC236, que acredita la validez de las mediciones.